# Station Les Rosiers-sur-Loire
Station Les Rosiers-sur-Loire is een spoorwegstation van Les Rosiers-sur-Loire in de Franse gemeente Gennes-Val-de-Loire.